# Foo Fighters: Back and Forth
Foo Fighters: Back and Forth è un documentario del 2011 sulla rock band americana Foo Fighters, diretto dal regista James Moll. Il film documenta la storia della band e il processo di registrazione del loro settimo album in studio Wasting Light. Il titolo del film è tratto dalla canzone dell'album Back and Forth. Nel 2012, Back and Forth vince il Grammy Award per il miglior video musicale di lunga durata .

## Produzione
Il film include materiale tratto da oltre 1.000 ore di video vecchi e nuovi, interviste con gli attuali membri dei Foo Fighters, gli ex membri della band William Goldsmith e Franz Stahl e il produttore Butch Vig. Il frontman Dave Grohl ha affermato che l'ispirazione principale per il film è venuta dalla decisione di registrare Wasting Light nel garage della sua villa a Encino, in California - "Personalmente, ho pensato che sarebbe stata una buona idea raccontare ora la storia degli ultimi 16 anni, quindi avrebbe avuto più senso vederci fare un disco in un garage. Dopo aver fatto il tutto esaurito nei fottuti stadi ed essere diventato una grande rock band, perché dovresti fare un disco in garage? Per me la prima ora e 20 minuti del film riguarda proprio quel momento."  Ha anche aggiunto che mentre la band "ha sempre creduto che un piccolo mistero fosse importante per il rock'n'roll", ha ritenuto che fosse giunto il momento di raccontare la loro storia, e facendo riferimento al documentario di Tom Petty Runnin' Down a Dream, "Se aspettiamo ancora, finiremo con un documentario di quattro ore".

## Distribuzione
Back and Forth ha debuttato il 15 marzo 2011 al festival SXSW di Austin, in Texas . La prima sessione è stata seguita da una performance live a sorpresa dei Foo Fighters, che includeva l'intero album Wasting Light nella sua scaletta.

## Riconoscimenti
- 2012 - NME Awards
  - Best Music Film
- 201 - Grammy Award
  - Best Long  Form Music Video